# Seth (Comiczeichner)

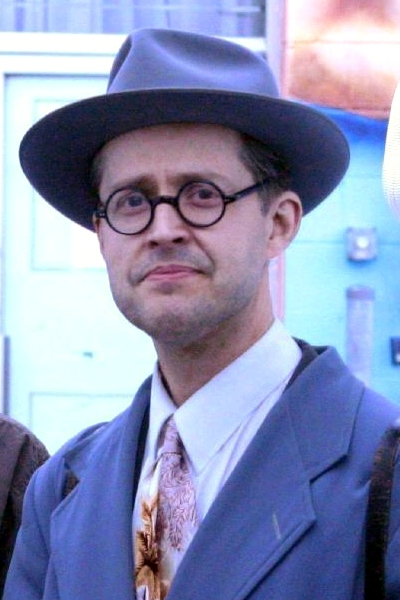
Seth (2005)

Seth, bürgerlich Gregory Gallant (* 16. September 1962 in Clinton, Ontario in Kanada) ist Comicautor und -Zeichner. Auszeichnungen erhielt er für seinen Comic Eigentlich ist das Leben schön und die Buchgestaltung der Peanuts-Gesamtausgabe.
Er besuchte das Ontario College of Art in Toronto und lebt derzeit in Guelph.

## Werke
Das Hauptthema von Seth ist das Nordamerika des vergangenen 20. Jahrhunderts. In der Erzählung Eigentlich ist das Leben schön (1996, It's a Good Life, If You Don't Weaken – Montreal: Drawn and Quarterly, zuerst erschienen als Heftserie Palookaville) schildert Seth, wie er sich mit dem Cartoonisten "Kalo", der in den 40er Jahren im Magazin The New Yorker einmalig einen Cartoon veröffentlicht hat, beschäftigt. In dieser Suche nach weiteren Zeichnungen und Lebensspuren von "Kalo" reflektiert Seth seine Sehnsucht nach der Vergangenheit.
In Clyde Fans (2004, Clyde Fans: Book One – Montreal) schildert Seth die Lebensgeschichte der Brüder Matchcard und den Niedergang der Firma Clyde Fans; sie spielt in den 50er Jahren.
Wimbledon Green (2005, Wimbledon Green – Montreal) hat die Comicsammler-Szene zum Thema. In kurzen Episoden schildert Seth die Jagd von Wimbledon Green und seinen Konkurrenten nach alten, seltenen Comicheften.
Ausgezeichnet mit dem Eisner Award wurde Seth für die Buchgestaltung der Gesamtausgabe des Comicstrips Die Peanuts, die seit 2004 von dem amerikanischen Verlag Fantagraphics Books herausgegeben werden.

## Auszeichnungen
Eisner Award
- Best Publication Design (The Complete Peanuts), 2005

Harvey Award
- Special Award for Excellence in Production/Presentation (The Complete Peanuts), 2005

Ignatz Award
- Outstanding Artist, 1997
- Outstanding Graphic Novel or Collection (It's a Good Life If You Don't Weaken), 1997

## Deutsche Veröffentlichungen
- 2004 – Eigentlich ist das Leben schön, Edition 52
- 2004 – Clyde Fans 01. Edition 52
- 2009 – Wimbledon Green: Der größte Comicsammler der Welt- .Edition 52
- 2013 – Lemony Snicket: Der Fluch der falschen Frage Übers. Sabine Roth. Goldmann, München ISBN 978-3-442-31274-0
- Übers. Frank Plein, Thomas Schützinger: Vom Glanz der alten Tage. Die Blütezeit des kanadischen Comics. Graphic Novel. Edition 52, 2014